# 12 oktober
12 oktober är den 285:e dagen på året i den gregorianska kalendern (286:e under skottår). Det återstår 80 dagar av året.

## Återkommande bemärkelsedagar

### Nationaldagar
- Ekvatorialguineas nationaldag.
- Spaniens nationaldag.

### Övrigt
- Columbusdagen

## Namnsdagar

### I den svenska almanackan
- Nuvarande – Valfrid och Manfred
- Föregående i bokstavsordning
  - Ernfrid – Namnet infördes 1986 på 2 mars, men flyttades 1993 till dagens datum och utgick 2001.
  - Ina – Namnet infördes på dagens datum 1986, men flyttades 1993 till 27 oktober och utgick 2001.
  - Inez – Namnet infördes på dagens datum 1986, men flyttades 1993 till 1 mars och 2001 till 6 augusti.
  - Manfred – Namnet infördes 1901 på 14 oktober, men flyttades 2001 till dagens datum.
  - Maximilian – Namnet fanns på dagens datum före 1680, då det utgick. 2001 infördes det på 1 februari.
  - Valfrid – Namnet infördes på dagens datum 1713, då det ersatte den äldre namnformen Valfridus, och har funnits där sedan dess.
  - Valfridus – Namnet infördes, till minne av Wilfrid en engelsk missionär, som dog bland friserna 709 och som egentligen hette Wilfrid, på dagens datum 1680. 1713 ersattes det av den modernare namnformen Valfrid.
- Föregående i kronologisk ordning
  - Före 1680 – Maximilian
  - 1680–1712 – Valfridus
  - 1713–1900 – Valfrid
  - 1901–1985 – Valfrid
  - 1986–1992 – Valfrid, Ina och Inez
  - 1993–2000 – Valfrid och Ernfrid
  - Från 2001 – Valfrid och Manfred
- Källor
  - Brylla, Eva (red.). Namnlängdsboken. Gjøvik: Norstedts ordbok, 2000 ISBN 91-7227-204-X
  - af Klintberg, Bengt. Namnen i almanackan. Gjøvik: Norstedts ordbok, 2001 ISBN 91-7227-292-9

### Finlandssvenska almanackan
- Nuvarande från 1929[1] – Valfrid
- I föregående revideringar[a][2]
  - inga ändringar sedan 1929

## Händelser
- 1492 – Christofer Columbus landar i Amerika: efter att ha korsat Atlanten går han iland på en ö bland Bahamasöarna.
- 1617 – Gustav II Adolf kröns till svensk kung.
- 1730 – Vid Fredrik IV:s död efterträds han som kung av Danmark och Norge av sin son Kristian VI.
- 1915 – Den brittiska sjuksköterskan Edith Cavell avrättas av en tysk exekutionspluton i Bryssel under Första världskriget.
- 1968
  - Ekvatorialguinea förklarar sin självständighet från Spanien.[3]
  - Olympiska sommarspelen 1968 invigs i Mexico City av president Gustavo Diaz Ordaz.
- 1984 – Provisoriska IRA utför bombattentatet i Brighton, riktat mot Margaret Thatcher på Konservativa partiets kongress.
- 1998 – Det japanska parlamentet lanserar ett räddningspaket för de japanska bankerna, vilket leder till att Stockholmsbörsen stiger med 10,4 procent.
- 1999 – Björn Söderberg, svensk syndikalistisk fackföreningsman, mördas utanför sitt hem i Sätra, Stockholm.
- 2002 – Terrorismattentat med flera bomber dödar cirka 202 personer på Bali, Indonesien (utfört av Jemaah Islamiyah, en fundamentalistisk muslimsk grupp med kopplingar till al-Qaida). Se Bombdåden på Bali 2002.
- 2007 – Manifestation – Stoppa Gatuvåldet äger rum i Kungsträdgården i Stockholm. Uppemot 10 000[4] personer manifesterar på initiativ av gruppen ”Bevara oss från gatuvåldet” på Facebook.
- 2011 – Chiles hittills största seriekrock, med 51 fordon inblandade inträffar mellan Valparaíso och Santiago.

## Födda
- 1537
  - Edvard VI, kung av England och Irland 1547–1553.
  - Jane Grey, regerande drottning av England och Irland 10–19 juli 1553.
- 1715 – Peter II av Ryssland, rysk tsar 1727–1730
- 1798 – Peter I, kejsare av Brasilien 1822–1831.
- 1831 – Anders Gustaf Jönsson, svensk hemmansägare och riksdagsman.
- 1837 – Preston B. Plumb, amerikansk republikansk politiker, senator (Kansas) 1877–1891.
- 1855 – Arthur Nikisch, ungersk dirigent.
- 1856 – Henry F. Lippitt, amerikansk republikansk politiker och affärsman, senator (Rhode Island) 1911–1917.
- 1858 – John L. Sullivan, amerikansk pugilist, världsmästare i professionell tungviktsboxning
- 1860 – Chester I. Long, amerikansk republikansk politiker, senator (Kansas) 1903–1909.
- 1865 – Arthur Harden, brittisk biokemisk, mottagare av Nobelpriset i kemi 1929.
- 1866 – Ramsay MacDonald, brittisk labourpolitiker, premiärminister i Storbritannien 1924 och 1929–1935.
- 1872 – Ralph Vaughan Williams, brittisk kompositör.
- 1875 – Aleister Crowley, brittisk ockultist.
- 1881 – Alberts Kviesis, Lettlands president 1930-1936
- 1887 – Howard Gore, amerikansk republikansk politiker, USA:s jordbruksminister 1924–1925, guvernör i West Virginia 1925-1929.
- 1890 – Carl Hagman, svensk sångare och skådespelare.
- 1891 – Edith Stein, Teresa Benedicta av Korset, filosof, karmelitnunna och martyr, helgon.
- 1896 – Eugenio Montale, italiensk författare, mottagare av Nobelpriset i litteratur 1975.
- 1905 – Ragna Breda, norsk skådespelare.
- 1908 – Gösta Knutsson, svensk radioprofil och barnboksförfattare.
- 1918 – Olle Tandberg, svensk boxare.
- 1919 – Ingrid Foght, svensk skådespelare.
- 1920 – Thory Bernhards, svensk sångare, för evigt förknippad med Vildandens sång.
- 1921 – Torbjörn Jahn, svensk musiker och skådespelare.
- 1927 – Anne Blomberg, svensk skådespelare.
- 1931 – Ole-Johan Dahl, norsk datavetare.
- 1932 – Jake Garn, amerikansk republikansk politiker, senator (Utah) 1974–1993.
- 1934 – Thomas Lee Judge, amerikansk demokratisk politiker, guvernör i Montana 1973–1981.
- 1935 – Luciano Pavarotti, italiensk operasångare, tenor.
- 1939 – Dicky Zulkarnaen, indonesisk skådespelare.
- 1940 – Esko Salminen, finländsk skådespelare.
- 1942 – Daliah Lavi, israelisk skådespelare.
- 1948
  - John Engler, amerikansk republikansk politiker, guvernör i Michigan 1991–2003.
  - Rick Parfitt, gitarrist och sångare i legendariska boogierockbandet Status Quo (musikgrupp).
- 1950 – Nigel Waterson, brittisk parlamentsledamot för Conservative 1992–2010.
- 1951 – Ed Royce, amerikansk republikansk politiker, kongressledamot 1993–.
- 1952 – Agneta Ahlin, svensk skådespelare.
- 1955 – Ante Gotovina, kroatisk krigsförbrytare.
- 1958 – Steve Austria, amerikansk republikansk politiker, kongressledamot 2009–2013.
- 1965 – Curre Sandgren, sångare och gitarrist i punkbandet Coca Carola.
- 1966
  - Jannike Björling, svensk fotomodell.
  - Christian Due-Boje, svensk ishockeyspelare.
- 1968
  - Adam Alsing, svensk programledare i tv.
  - Per Hagman, svensk författare.
  - Peter Gentzel, svensk handbollsspelare, målvakt, kopia av Svenska Dagbladets guldmedalj 1998, OS-silver 2000.
  - Hugh Jackman, australisk skådespelare.
- 1969 – Martie Maguire, amerikansk countrysångare, medlem i The Chicks.
- 1975 – Marion Jones, amerikansk friidrottare.
- 1976 – Kajsa Bergqvist, svensk friidrottare, höjdhoppare, mottagare av Svenska Dagbladets guldmedalj 2005.
- 1977 – Bode Miller, amerikansk alpin skidåkare.
- 1984 – Petter Jonsson, svensk beachvolleybollspelare.
- 1987 – Besian Idrizaj, var en österrikisk fotbollsspelare.
- 1992 – Josh Hutcherson, amerikansk skådespelare.

## Avlidna
- 322 f.Kr. – Demosthenes, atensk statsman och en av antikens mest ansedda grekiska talare (självmord)
- 638 – Honorius I, påve sedan 625.
- 642 – Johannes IV, påve sedan 640.
- 1576 – Maximilian II kejsare av tysk-romerska riket sedan 1564.
- 1600 – Luis de Molina, spansk teolog.
- 1617 – Bernardo Baldi, italiensk diktare och lärd.
- 1730 – Fredrik IV, kung av Danmark och Norge sedan 1699.
- 1827 – John Eager Howard, amerikansk politiker, guvernör i Maryland 1788–1791, senator (Maryland) 1796–1803.
- 1844 – Clas Livijn, svensk författare.
- 1845 – Elizabeth Fry, brittisk kväkare, fängelsereformator och filantrop.
- 1858 – Ando Hiroshige, japansk målare.
- 1859 – Robert Stephenson, brittisk ingenjör.
- 1860 – Harry Smith, 1:e baronet, brittisk koloniguvernör.
- 1870 – Robert E. Lee, amerikansk militär, konfedererad general och överbefälhavare.
- 1915 – Edith Cavell, brittisk sjuksköterska och hjälte under första världskriget. (Avrättad).
- 1924 – Anatole France, 80, fransk författare och mottagare av Nobelpriset i litteratur 1921.
- 1940 – Tom Mix, amerikansk skådespelare.
- 1948 – Emilie Rathou, Vita bandets grundare.
- 1951 – Isidor Behrens, initiativtagare till AIK.
- 1953
  - Hjalmar Hammarskjöld, svensk politiker, Sveriges statsminister 1914–1917, ledamot av Svenska Akademien.
  - Hugh Ike Shott, amerikansk republikansk politiker och publicist, senator (Virginia) 1942–1943.
- 1957 – Anders Sandrew, svensk produktionschef för Sandrews-koncernen.
- 1965 – Paul Hermann Müller, 66, schweizisk kemist, mottagare av Nobelpriset i fysiologi eller medicin 1948.
- 1969 – Sonja Henie, norsk-amerikansk skådespelare och konståkare, olympisk guldmedaljör.
- 1970 – Rune Carlsten, svensk regissör, manusförfattare och skådespelare.
- 1971
  - Thomas M. Storke, amerikansk demokratisk politiker och publicist, senator (Kalifornien) 1938–1939.
  - Gene Vincent, amerikansk rockmusiker.
- 1973
  - Folke Bramme, svensk musiker (cello).
  - Torsten Kreuger, svensk industrialist, bankman och tidningsägare.
- 1978 – Nancy Spungen, amerikansk groupie.
- 1981
  - Carl-Axel Heiknert, svensk skådespelare och regiassistent, teaterchef.
  - Yngve Westerberg, svensk kompositör.
- 1992 – Eric Peterson, svensk fastighetsförvaltare och folkpartistisk politiker.
- 1993 – Kurt-Olof Sundström, svensk skådespelare, regissör och manusförfattare.
- 1996 – Erik Blomberg, finländsk filmregissör, skådespelare, manusförfattare och filmfotograf.
- 1997 – John Denver, amerikansk musiker.
- 1998 – Matthew Shepard, mordoffer.
- 1999
  - Wilt Chamberlain, amerikansk basketspelare.
  - Björn Söderberg, svensk syndikalistisk fackföreningsman (mördad).
- 2001 – Elly Holmberg, svensk dansare.
- 2006 – Gillo Pontecorvo, 86, italiensk filmregissör.
- 2007
  - Soe Win, 58 eller 59, Burmas premiärminister 2004–2007.
  - Kisho Kurokawa, 73, japansk arkitekt.
- 2009 – Frank Vandenbroucke, 34, belgisk cyklist.
- 2011
  - János Herskó, 85, ungersk regissör, skådespelare och manusförfattare.
  - Martin White, 102, irländsk hurlingspelare.
- 2012 – Malte Blaxhult, 85, svensk präst och författare.
- 2013 – Ulf Linde, 84, svensk museiman, jazzmusiker, författare, ledamot av Svenska Akademien.
- 2014 – Graham Miles, 73, brittisk snookerspelare.
- 2017 – Bo Holmström, 78, svensk journalist.
- 2018 – Gudrun Henricsson, 92, svensk skådespelare och sångare.
- 2019 – Sara Danius, 57, svensk författare och literaturvetare, f. d. ledamot av och ständig sekreterare i Svenska Akademien.
- 2020 – Conchata Ferrell, 77, amerikansk skådespelare.
- 2024 – Alex Salmond, 69, brittisk politiker, ledare för Scottish National Party 1990–2000 och 2004–2014.